# 元氣森林

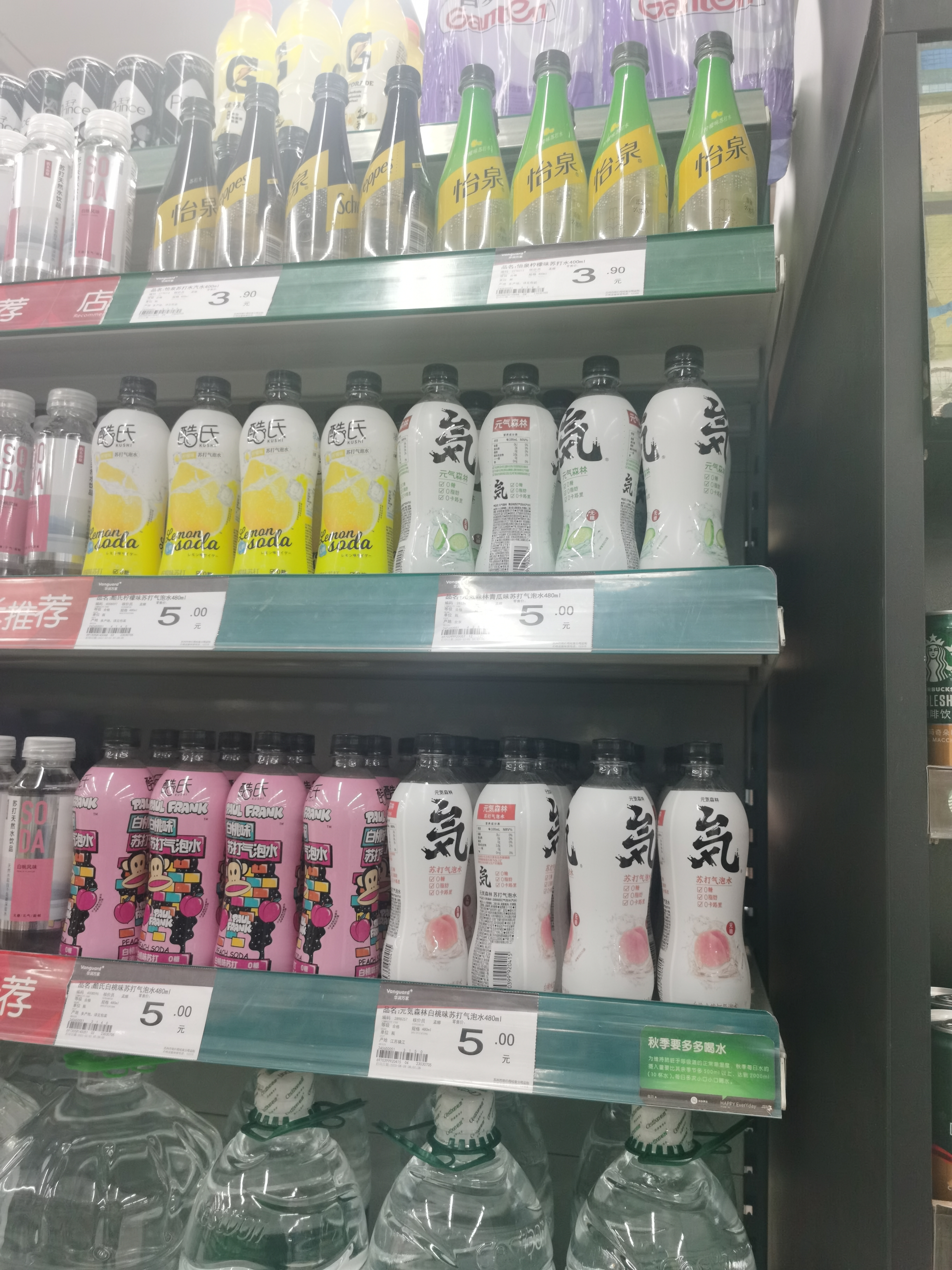
两款不同包装的元气森林苏打气泡水，旧版包装使用日語“元気森林”，新包装改用简体字“元气森林”

元气森林（原產品包裝名：元気森林）是总部位于中国北京的饮料品牌，母公司為元气森林（北京）食品科技集团有限公司，成立於2016年，创始人為唐彬森。产品以茶饮料、气泡水和乳茶为主，包装主打「日系风」，多添加赤藓糖醇作为甜味剂，因而常宣传作「无糖」或「低糖」。该公司曾被指责混淆「0蔗糖」与「0糖」的概念以误导消费者，因其部分产品中尽管没有蔗糖，却含有果糖或乳糖等糖，仍会导致血糖升高，且过量饮用易促成肥胖。

## 历史
成立於2016年，创始人為唐彬森，他曾創辦开心农场和擔任社交游戏开发商智明星通CEO。公司總部位於北京，主要生產燃茶（一种乌龙茶饮料）、氣泡水和乳茶，該企業的飲料內添加赤藓糖醇作为代糖甜味剂。公司採取代工和直接生產模式，產品委託统一企业旗下的北京、昆山、泰州统实饮品有限公司生產。
2019年6月6日，推出酸奶品牌公司北海牧场。
2020年5月10日，推出能量饮料品牌“外星人”(Alienergy)。7月5日，首家工廠在安徽滁州建成。12月，今日头条副总裁柳甄加入元气森林负责海外业务。2020年年销售规模30亿，年销售增长309%，一举成为2020年国内饮料酒水行业增速冠军。
2022年1月，元氣森林在其微信公眾號“元氣黑板報”宣佈易烊千璽為元氣森林氣泡水代言人。
2023年1月，元气森林退出北海牧场股东行列。回应称是正常股权调整，北海牧场品牌及业务运营一切正常。
2023年2月，元气森林旗下的气泡水产品外包装更新，原来的日本漢字“気”字改为简体中文的“气”。

## 争议
該公司的一系列產品宣傳時自稱“北海道3.1无蔗糖酸奶”與“0糖0脂0卡”，品牌名稱使用日本漢字「気」，引起媒體對其“伪日系”、“伪健康”等虛假宣傳的質疑。此外元气森林的產品包裝還涉嫌抄襲日本廠商，茶叶礼盒“燃茶”抄袭日本茶叶品牌LUPICIA；玉米须茶饮“健美轻茶”抄袭日本可口可乐旗下的“爽健美茶”；0蔗糖“乳茶”抄袭日本糖果制造商不二家。
2020年9月起，元气森林将公司官网、公众号和电商旗舰店logo中的“気”改回简体中文的“气”。公司新产品包裝上不再出現“日本国 株式会社元気森林 监制”字樣。
2021年4月10日，元气森林在其官方微博发布公告称，其在元气森林乳茶的产品标识和宣传中没有说清楚0蔗糖与0糖的区别，容易引发误解。元气森林表示，对乳茶做了以下修正升级，从2月4日起生产的大部分元气森林乳茶和3月18日起生产的全部元气森林乳茶，包装从原来的“0蔗糖低脂肪”改为“低糖低脂肪”。从3月20日起生产的全部元气森林乳茶，原料中不再含有结晶果糖。
2021年10月26日凌晨，元气森林公司的一名员工因操作失误，误将原价79元人民币的一箱（12瓶）气泡水以每箱3.5元价格卖出，导致该款气泡水销量暴增30万单，有客户贴出购买1000箱、10000箱的订单截图，更有客户称一次性订购了30000箱。元气森林公司表示，已下架所有商品，并在公告中恳请已下单客户在后台申请退款。
2023年1月19日，元气森林发布内部全员公告，元气森林营销中心原负责人叶礼诚，涉嫌重大贪腐等经济犯罪，近日已被警方依法刑事拘留。

## 外部連結
- 官方网站